# Bartlett (Illinois)
Bartlett ist ein Ort im Cook County und DuPage County, Illinois, Vereinigte Staaten. Ein kleines Landstück in der westlichen Ecke gehört zum Kane County. Laut der Volkszählung von 2000 lebten 36.706 Einwohner im Ort. Eine Nachzählung im Jahr 2002 verzeichnete 37.304 Einwohner, 2007 wurden 41.500 gezählt. Das U.S. Census Bureau hat bei der Volkszählung 2020 eine Einwohnerzahl von 41.105  ermittelt.

## Geschichte
Der Ort wurde nach dem Gründer Luther Bartlett benannt, der Land für den Eisenbahnbau bereitstellte. Der Ort wurde am 21. Juni 1892 gegründet.

## Geografie
Laut der Volkszählung des Jahres 2010 hat der Ort eine Fläche von 41,1 Quadratkilometern, von denen 98,55 % Land- und 1,51 % Wasserfläche sind.

## Demografie
Laut der Volkszählung von 2000 lebten zu diesem Zeitpunkt 36706 Einwohner in 12.179 Haushalten und 9986 Familien. Die Bevölkerungsdichte betrug 956,9 Einwohner pro Quadratkilometer. Im Ort gab es 12.356 Häuser mit einer Bebauungsdichte von 322,1 Häusern pro Quadratkilometer.
In 48,6 % der Haushalte lebten Kinder unter 18 Jahren, 72,5 % waren verheiratete Paare, 7 % hatten einen weiblichen Haushaltsvorstand und 18 % waren keine Familien. 14,2 % der Haushalte waren keine Familien und in 3,3 % der Fälle lebten Menschen über 65 Jahre allein. Die durchschnittliche Haushaltsgröße betrug 3,00 und die durchschnittliche Familiengröße 3,36.